# Ga Đà Nẵng
Ga Đà Nẵng là một nhà ga xe lửa chính và quan trọng trên tuyến đường sắt Bắc - Nam thuộc địa phận thành phố Đà Nẵng. Ga toạ lạc tại số 791 đường Hải Phòng, phường Thanh Khê.
Ga Đà Nẵng cách ga Hà Nội 791 km về phía Bắc, cách ga Vinh 472 km về phía Bắc, cách ga Huế 103 km về phía Nam, cách ga Quảng Ngãi 136,5 km về phía Nam, cách ga Diêu Trì 304 km về phía Nam, cách ga Nha Trang 523,5 km về phía Nam, cách ga Sài Gòn 935 km về phía Nam. Lý trình ga: km 791 + 400.
Ga Đà Nẵng được xây dựng và khánh thành vào năm 1902 theo kiến trúc thống nhất từ Nam chí Bắc. Từ khi thành lập đến nay, ga Đà Nẵng được sửa chữa và xây dựng nhiều lần nên không còn dấu vết của lối kiến trúc xưa. Sau ngày miền Nam hoàn toàn giải phóng, ga Đà Nẵng được mở rộng trở thành ga khu đoạn với 3 chức năng: ga hàng, ga hành khách và ga tác nghiệp kỹ thuật. Tuyến đường sắt Bắc - Nam chạy qua Đà Nẵng có chiều dài khoảng 30 km. Hàng ngày có nhiều lượt tàu hỏa từ Ga Hà Nội và Ga Sài Gòn đến Đà Nẵng. Toàn bộ các chuyến tàu xuyên Việt hiện nay đều dừng đón và trả khách tại nhà ga. Từ ga Đà Nẵng, hành khách có thể mua vé đến tất cả các ga trong cả nước. 
Hiện nay, ga Đà Nẵng thuộc loại lớn và tốt nhất miền Trung (tiêu chuẩn ga hạng 1 cùng với ga Vinh). Nhà ga mới được nâng cấp khang trang, sạch đẹp; có phòng đợi tàu được trang bị máy lạnh, đầy đủ tiện nghi, sức chứa khoảng 200 người và nhiều dịch vụ bổ sung phục vụ hành khách như: nhà hàng ăn uống, quầy bar, điện thoại công cộng, quầy bán sách báo, khu vực tắm rửa, nhà vệ sinh..., an ninh trật tự khu vực nhà ga được đảm bảo. Ga Đà Nẵng hiện đang có dự án di dời sang khu vực huyện Hòa Vang, hướng lên núi Bà Nà (trước đây dự án được quy hoạch ở quận Liên Chiểu) .

## Tuyến đường sắt Đà Nẵng - Hội An
Trước đây có tuyến đường sắt Đà Nẵng - Hội An nối thương cảng Đà Nẵng với cảng thị Hội An được người Pháp xây dựng vào năm 1905 do Sông Cổ Cò bị vùi lấp sau một trận lụt lớn.  Người Pháp gọi tuyến đường này là Tramway de l'Ilot de l'Observatoire à Faifoo. Sở dĩ người Pháp gọi thế, vì tuyến đường này phát xuất từ đảo Cô (l'Ilot de l'Observatoire) - tức cảng Tiên Sa ngày nay, chạy men theo hữu ngạn sông Hàn (Quốc Lộ 14B và DT607 ngày nay), băng qua vùng đất cát ở khu vực Ngũ Hành Sơn để vào đến Hội An.
Trên đoạn đường này, người Pháp đã đặt 6 nhà ga là: Observatoire, Tiên Sa, Concession Guérin, Cổ Mân, Tourane - Mỹ Khê, Tourane - Fleuve. Mỗi ngày có 3 chuyến đi về, gồm 2 chuyến buổi sáng và 1 chuyến buổi chiều, lúc đầu chở hàng hóa từ Đà Nẵng đến Hội An và ngược lại. Đến năm 1916, một phần vì tuyến đường này băng qua vùng đất cát dài và rộng nên thường bị cát lấp, người Pháp gặp nhiều khó khăn trong việc bảo trì tuyến đường này. Phần khác, số lượng hành khách và hàng hóa vận chuyển ngày một ít đi bởi Hội An mất đi vai trò thương cảng quốc tế của mình nên việc khai thác tuyến đường sắt này không còn có lợi nữa. Thêm vào đó, trận bão lớn năm 1916 đổ bộ vào Đà Nẵng, đã phá hỏng một số tuyến của đường ray nên người Pháp cho dẹp bỏ vào năm 1916. Tuy vậy, đoạn đường sắt đi vào cảng Tiên Sa vẫn còn hoạt động và nó được nối ray vào ga Đà Nẵng qua cầu Trần Thị Lý, sau đó làm một đoạn ray nhánh khác từ ga Đà Nẵng ra Chợ Hàn, dấu tích của đoạn đường sắt năm xưa là điểm cuối của ga Đà Nẵng, đường ray băng qua đường Ông Ích Khiêm và bị chôn vùi ở trong một con hẻm .